# Gödəklər (Beyləqan)
Gödəklər è un comune dell'Azerbaigian situato nel distretto di Beyləqan. Conta una popolazione di 517 abitanti.